# Wolfram Sievers
Wolfram Heinrich Friedrich Sievers (né le 10 juillet 1905 à Hildesheim et mort par exécution le 2 juin 1948 à Landsberg am Lech) était l'un des directeurs de l'organisation nazie Ahnenerbe, dont Heinrich Himmler, Hermann Wirth et Walther Darré furent les initiateurs. Son travail et ses recherches consistaient à trouver des traces anciennes de l'origine aryenne chez les humains pour prouver qu'ils appartenaient ou non à la race supérieure.

## Biographie
Après avoir fait des études de libraire, Sievers entre au Parti nazi en 1929, où il fait vite carrière. Il s'engage parallèlement dans le groupe de résistance formé par Friedrich Hielscher. En 1935, il prend la direction de l'Ahnenerbe et devient en 1943 directeur adjoint du conseil du Reichsforschungsrat.
Après la Seconde Guerre mondiale, il est accusé pour des expériences mortelles menées sur des humains et est condamné à mort pour crime contre l'humanité le 20 août 1947 lors du procès des médecins à Nuremberg. Il est exécuté en 1948.
Le témoignage de Sievers lors des premiers procès de Nuremberg fut l'un des plus grands scandales. Lors de son interrogatoire, il avait attiré l'attention sur la collection de squelettes du professeur d'anatomie August Hirt de la Reichsuniversität de Strasbourg. Wolfram Sievers avait donné l'ordre que l'on assassine plus de 100 prisonniers juifs dans le camp de Natzwiller-Struthof pour préparer leurs squelettes. On doit l'identification des victimes des décennies plus tard à un résistant qui avait tenu des notes secrètes.